# Övermorjärv
Övermorjärv är en by i Töre socken, Kalix kommun. Byn var fram till år 1995 klassad som småort, men förlorade sin småortsstatus år 2000.
Inom Övermorjärvs bys ägor finns flera olika områden, t.ex Åkeränget, Edet, Östa Granträsk och Stråkan med flera.

## Stråkan
I Stråkan fanns en rälsbusshållplats längs med Gamla Haparandabanan mellan åren 1946-1968.

## Befolkningsutveckling
| Befolkningsutvecklingen i Övermorjärv 1960–1995                  | Befolkningsutvecklingen i Övermorjärv 1960–1995 | Befolkningsutvecklingen i Övermorjärv 1960–1995 | Befolkningsutvecklingen i Övermorjärv 1960–1995 | Befolkningsutvecklingen i Övermorjärv 1960–1995 |
| ---------------------------------------------------------------- | ----------------------------------------------- | ----------------------------------------------- | ----------------------------------------------- | ----------------------------------------------- |
|                                                                  |                                                 |                                                 |                                                 |                                                 |
| År                                                               |                                                 |                                                 | Folkmängd                                       | Areal (ha)                                      |
| 1960                                                             | 1960                                            |                                                 | 177                                             | ¤                                               |
| 1990                                                             | 1990                                            |                                                 | 58                                              | 23#                                             |
| 1995                                                             | 1995                                            |                                                 | 59                                              | 23#                                             |
| Anm.: ¤ Som tätortsbebyggelse med 150-199 invånare # Som småort. |                                                 |                                                 |                                                 |                                                 |